# Kalsnava
Jaunkalsnava (deutsch: Neu-Kalzenau) ist eine Ortschaft mit 660 Einwohnern (2021) in Vidzeme, dem historischen Livland im Osten Lettlands und Zentrum der Gemeinde Kalsnava (Kalsnavas pagasts), die zum Bezirk Madona (lettisch: Madonas novads) gehört. Die Gegend ist hügelig, ca. 49 % der Gemeindefläche sind bewaldet.

## Geschichte
Der Platz Kalzenau (lateinisch: Calcenoide, lettisch: Veckalsnava) wurde bereits im 14. Jahrhundert schriftlich erwähnt und liegt nördlich der heutigen Ortschaft.
Alt-Kalzenau (Veckalsnava) war mit Burg Kalzenau ein Lehen der Familie Tiesenhausen. Bereits 1455 ist ein Johann von Tiesenhausen als Besitzer erwähnt. Im Jahr 1586 war Heinrich von Tiesenhausen Besitzer von Kalzenau und Berson. Da sich dieser Zweig der Familie nicht den Schweden unterwerfen wollte, wurde das Gut vom schwedischen König eingezogen. Im Jahr 1625 gab König Gustav Adolf das Gut seinem General Johann Reinhold Streiff von Lauenstein, dazu die Güter Fehteln, Odensee, Sausen und Jummerdehn. Dessen Sohn, der schwedische Oberstleutnant Johann Heinrich Streiff von Lauenstein (1647–1700), wurde 1690 livländischer Landesmarschall. Seine Erbtochter Anna Katharina (1683–1710) heiratete Johann Albrecht von Mengden.
Die russische Zarin Anna ließ das Gut beschlagnahmen und gab er 1737 ihrem Feldmarschall Peter von Lacy. Er verkaufte es an Johann Christoph von Ceumern. Von diesem wurde das Gut 1760 an dessen Schwiegersohn Christoph Reinhold von Rennenkampff für 45.000 Taler verkauft.
Das Gut Neu-Kalzenau wurde 1794 vom Hofrat Paul Reinhold von Rennenkampff für 27.000 Taler an Heinrich Joseph von Kahlen verkauft. Von 1794 bis 1920 befand sich Neu-Kalzenau im Besitz der Familie von Kahlen. Als 1903 eine Bahnstation an der schmalspurigen Eisenbahnstrecke Pļaviņas – Gulbene eingerichtet wurde, entwickelte sich Jaunkalsnava zum Hauptort der Landgemeinde.

## Kalsnava Arboretum
Bei Jaunkalsnava befindet sich das Kalsnava Arboretum (lettisch: Kalsnavas arborētums). Das Arboretum wurde 1975 mit dem Ziel gegründet, „wissenschaftliche Forschungen in der Dendrologie und Forstwirtschaft durchzuführen und fremde Holzpflanzen zu Vermehrungszwecken zu pflanzen“. Es enthält heute auf einer Gesamtfläche von 143,96 Hektar rund 2.500 verschiedene Gewächse und rund 45.000 Einzelpflanzen. Das gesamte Arboretum ist nach lettischem Recht als Naturschutzgebiet geschützt. Das Arboretum ist Mitglied der Nordic Association of Arboretums und der Baltic Association of Botanical Gardens. Das Arboretum ist für Besucher geöffnet und bietet eine Vielzahl von Dienstleistungen, einschließlich des Verkaufs von Pflanzen.

## Kalsnavas pagasts
Größere Siedlungen in der Gemeinde Kalsnava mit 1545 Einwohnern (2020) sind neben dem Gemeindezentrum Jaunkalsnava die Dörfer Veckalsnava, Aiviekste und Jāņukalns.

## Galerie

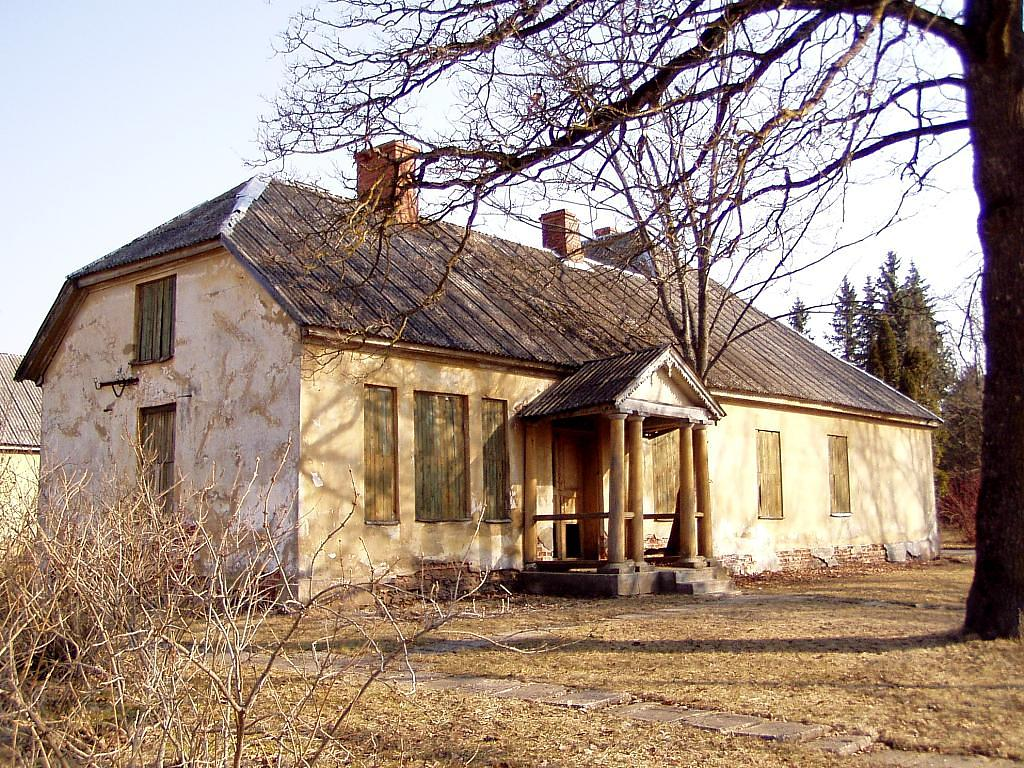
Herrenhaus des Gutes Neu-Kalzenau in Jaunkalsnava
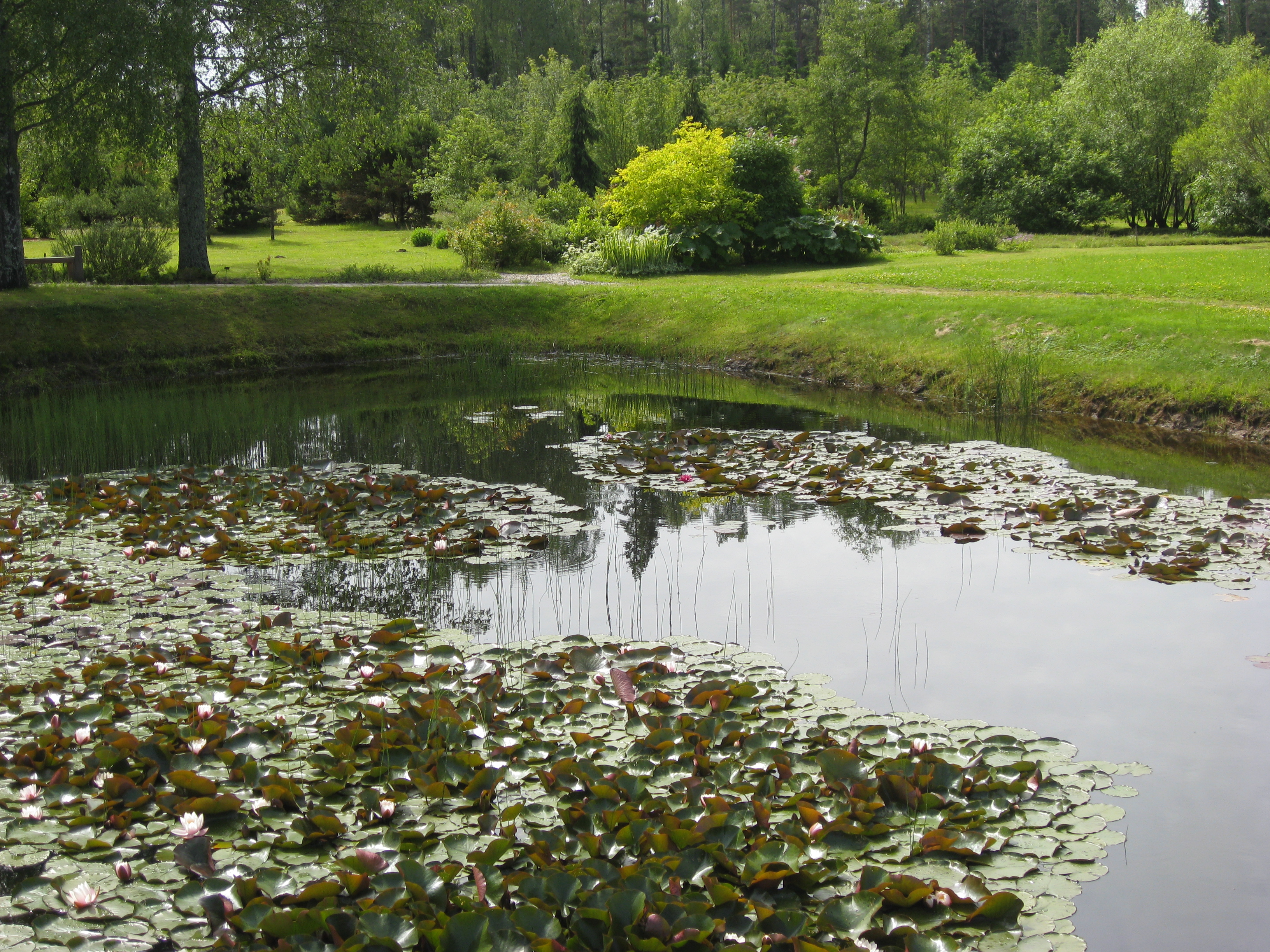
Kalsnava Arboretum
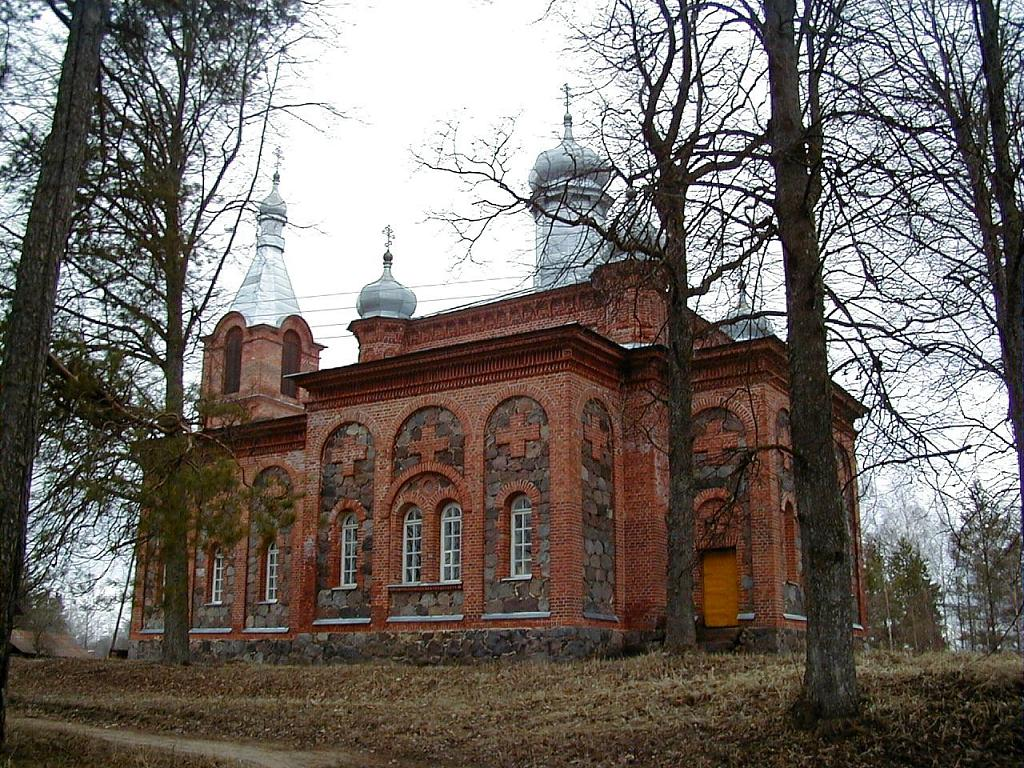
Orthodoxe Kirche des Heiligen Apostels Johannes des Täufers in Jāņukalns
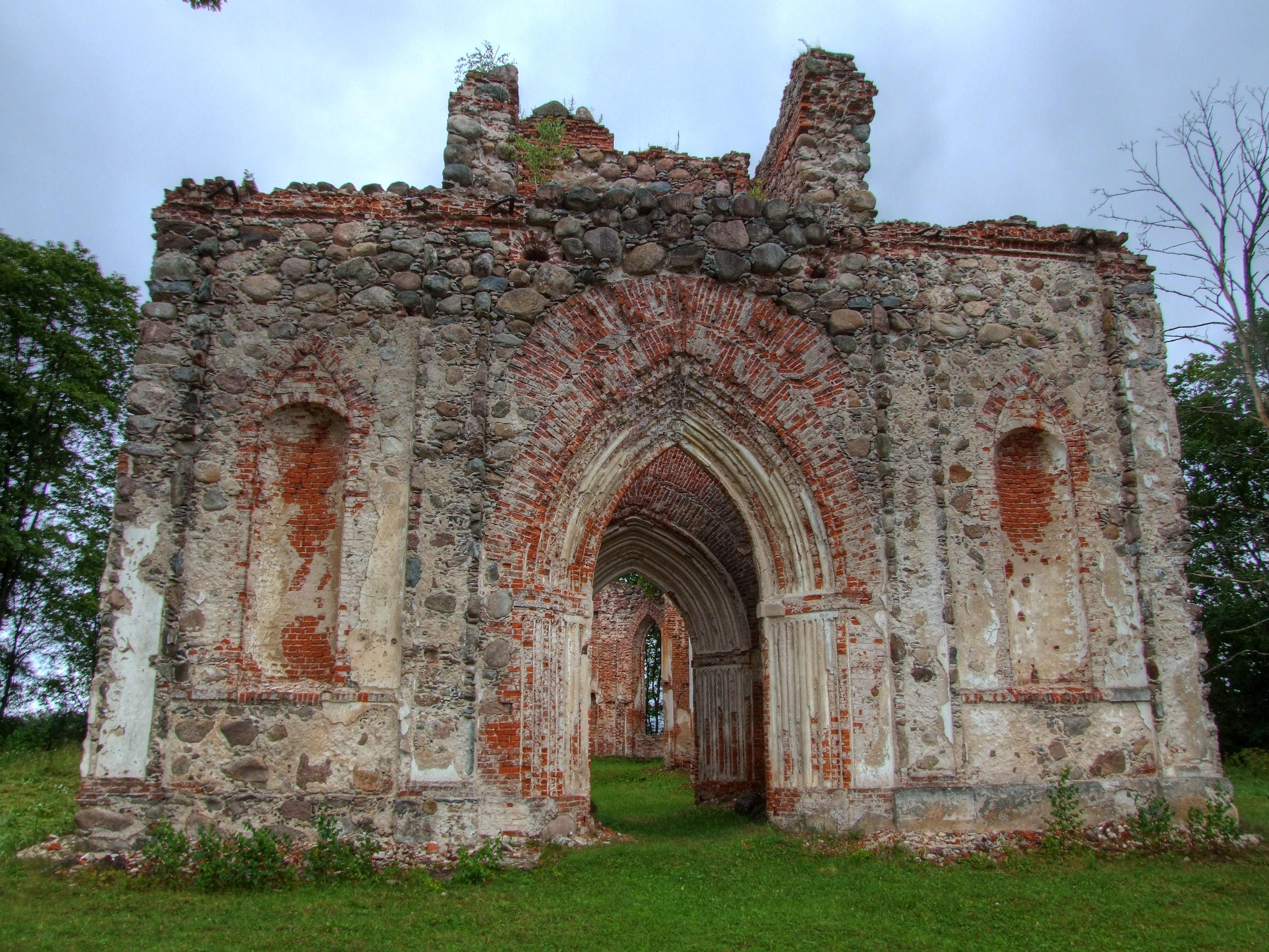
Ruine der 1944 zerstörten Lutherischen Kirche von Veckalsnava, erbaut von 1830 bis 1835

## Persönlichkeiten
- Theodor Doebner (1875–1942), Maler, geboren in Veckalsnava
- Georg Weinblum (1897–1974), Schiffbauingenieur, geboren in Jaunkalsnava
- Hans Demme (1900–1964), Neurologe in Hamburg, geboren in Alt-Kalzenau
- Andrievs Niedra (1871–1942), Pfarrer in Kalsnava (1908–1917)